# Heuser Nunatak
Heuser Nunatak är en nunatak i Antarktis. Den ligger i Östantarktis. Nya Zeeland gör anspråk på området. Toppen på Heuser Nunatak är 1 826 meter över havet.
Terrängen runt Heuser Nunatak är platt åt sydost, men åt nordväst är den kuperad.  Trakten är obefolkad. Det finns inga samhällen i närheten.